# زمین‌لرزه ۱۹۳۹ ژاپن
زمین‌لرزه ژاپن  در تاریخ ۱ مه ۱۹۳۹ میلادی، برابر با ‎۱۰ اردیبهشت ۱۳۱۸، ساعت ۵:۵۸:۳۲ به زمان یوتی‌سی در ژاپن رخ داد. ژرفای این زلزله ۳۵ کیلومتر بود. بزرگی آن ۷ در مقیاس Ms اعلام شده‌است. زمین‌لرزه به وقت محلی در روز دوشنبه، ساعت ۱۴ روی داده و منطقه زمانی آن یوتی‌سی +۹ بوده‌است .
سازمان زمین‌شناسی آمریکا نیز جای این زمین‌لرزه را در مختصات ۴۰°۰۶′شمالی ۱۳۹°۳۰′شرقی / ۴۰٫۱°شمالی ۱۳۹٫۵°شرقی و بزرگی آنرا برابر با ۷ در مقیاس ریشتر اعلام کرده‌است. 
شمار کشتگان زلزله حدود ۲۷ نفر بوده‌است.تعداد زخمیان ۵۲ نفر برآورده شده‌است.سونامی نیز در این زلزله گزارش شده‌است.